# 西原台
西原台（にしはらだい）は、埼玉県さいたま市岩槻区の町丁。現行行政地名は西原台一丁目および西原台二丁目。住居表示実施地区。郵便番号は339-0082。

## 地理
埼玉県東部、さいたま市岩槻区中央部（旧岩槻市中央部）に位置する。北東側で西原および大字岩槻の飛地に、南東側で加倉に、西側で並木に、北西側で大字岩槻に隣接する。西縁は国道122号蓮田岩槻バイパスに面する。全域が市街化区域に指定されている。主に住宅地域となっている。生産緑地地区もみられる。

## 歴史
- 2000年（平成12年）2月7日：住居表示実施に伴い、岩槻市大字岩槻および大字加倉の各一部から西原台一丁目・二丁目が成立。
- 2005年（平成17年）4月1日：岩槻市がさいたま市に編入合併され、さいたま市岩槻区の町丁となる[8]。

## 世帯数と人口
2024年（令和6年）2月1日時点の世帯数と人口は、以下のとおりである。
| 丁目         | 世帯数  | 人口    |
| ------------ | ------- | ------- |
| 西原台一丁目 | 528世帯 | 974人   |
| 西原台二丁目 | 386世帯 | 828人   |
| 計           | 914世帯 | 1,802人 |

## 小・中学校の学区
市立小・中学校に通う場合、学区（校区）は以下のとおりとなる。
| 丁目         | 区域 | 小学校                 | 中学校                 |
| ------------ | ---- | ---------------------- | ---------------------- |
| 西原台一丁目 | 全域 | さいたま市立西原小学校 | さいたま市立西原中学校 |
| 西原台二丁目 | 全域 | さいたま市立西原小学校 | さいたま市立西原中学校 |

## 交通

### 鉄道
地内に鉄道路線は通っていない。最寄り駅は、全域が東武野田線（東武アーバンパークライン）の岩槻駅である。

### 路線バス・乗合タクシー
さいたま市岩槻区並木・加倉地区乗合タクシー「らくらく号」が運行されている。ただし、地内に停留所はない。

### 道路
地内に主要地方道および一般県道は通っていない。
- 国道122号蓮田岩槻バイパス

## 施設
西原台一丁目
施設は特にない。
西原台二丁目
- 西原児童公園
- 西原広域集会所